# 兵庫県道393号生石宝殿停車場線
兵庫県道393号生石宝殿停車場線（ひょうごけんどう393ごう おおしこほうでんていしゃじょうせん）は、兵庫県高砂市から加古川市に至る一般県道である。

## 概要
高砂市阿弥陀町生石から加古川市米田町平津に至る。
終点のJR西日本山陽本線・JR貨物 宝殿駅は加古川市・高砂市にまたがっており、駅本屋の駅長室が高砂市に属するため駅は高砂市所属となっているが、県道終点は加古川市域である。

### 路線データ
- 起点：高砂市阿弥陀町生石（兵庫県道392号伊保阿弥陀線交点）
- 終点：加古川市米田町平津（JR西日本山陽本線・JR貨物 宝殿駅前、兵庫県道388号飾東宝殿停車場線・兵庫県道391号伊保宝殿停車場線・兵庫県道515号小原宝殿停車場線終点）
- 総延長：1.383 km

## 路線状況

### 重複区間
- 国道2号（高砂市米田町島・島交差点 - 加古川市米田町平津・宝殿駅前交差点）
- 兵庫県道515号小原宝殿停車場線（高砂市米田町島・島交差点 - 加古川市米田町平津（終点））
- 兵庫県道391号伊保宝殿停車場線（加古川市米田町平津・宝殿駅前交差点 - 加古川市米田町平津（終点））

### 道路施設

#### 橋梁
- 生石橋（法華山谷川、高砂市）

## 地理

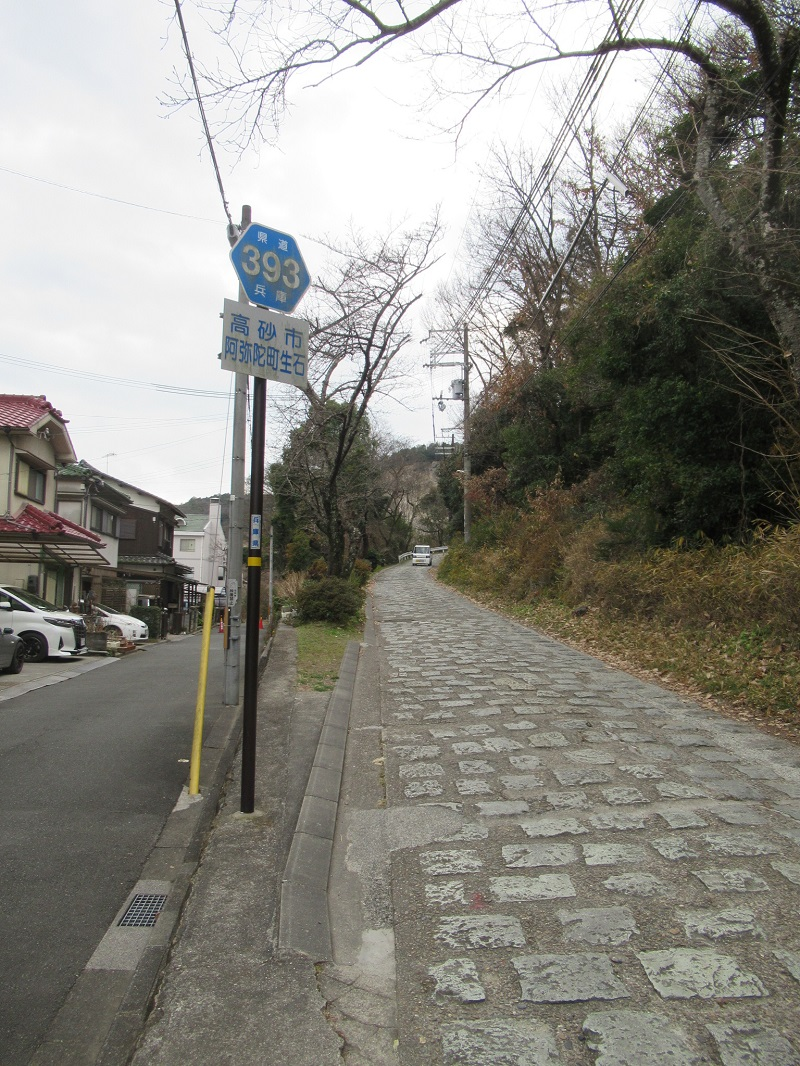
兵庫県道393号線の起点付近（生石神社近く）

### 通過する自治体
- 高砂市
- 加古川市

### 交差する道路
| 交差する道路 | 市町村名 | 交差する場所 | 交差する場所   |
| --- | -------- | ------------ | -------------- |
| 兵庫県道392号伊保阿弥陀線                                                                                           | 高砂市   | 阿弥陀町生石 | 起点           |
| 国道2号 重複区間起点 兵庫県道515号小原宝殿停車場線 重複区間起点                                                     | 高砂市   | 米田町島     | 島交差点       |
| 国道2号 重複区間終点 兵庫県道391号伊保宝殿停車場線 重複区間起点                                                     | 加古川市 | 米田町平津   | 宝殿駅前交差点 |
| 兵庫県道388号飾東宝殿停車場線 兵庫県道391号伊保宝殿停車場線 重複区間終点 兵庫県道515号小原宝殿停車場線 重複区間終点 | 加古川市 | 米田町平津   | 終点           |

### 沿線
- 生石神社
- 高砂市総合運動公園
- JR西日本山陽本線・JR貨物 宝殿駅